# Mierczany
Mierczany (deutsch Hildesheim) ist ein polnisches Dorf in der Gemeinde Torzym (Sternberg), Wojewodschaft Lebus, nahe Rzepin (Reppen). Es gehört zum Powiat Sulęciński, und hat etwa 90 Einwohner.

## Geografie
Der Ort liegt im Nordwesten der Woiwodschaft Lebus in den ausgedehnten Wäldern der Reppener Heide (Puszcza Rzepińska). Mierczany liegt an der Wojewodschaftsstraße 139, welche von Górzyca über Rzepin nach Debrznica führt. Bei Rzepin kreuzt die Landstraße die Autobahn Berlin–Poznań, womit die Ortschaft gut an das europäische Fernstraßennetz angeschlossen ist. Die Eisenbahnstrecke Breslau–Stettin verläuft ca. 1,3 km von der Ortschaft entfernt. Der nächste Bahnhof Gądków Wielki (Groß Gandern) ist 4 Kilometer entfernt. Frankfurt (Oder) ist 30 Kilometer entfernt.

## Geschichte
Die Ortschaft Mierczany entwickelte sich um den Gutshof Hildesheim (Gut Hildesheim in der Neumark), welcher beurkundet 1775 für 7250 Taler und 1796 für 17000 Taler den Besitzer wechselte. Der offizielle Ortsname war bis ins Jahr 1945 "Hildesheim b. Reppen", was damals im brandenburgischen Landkreis Weststernberg (vormals  Kreis Sternberg (Brandenburg)) lag. Das Dorf Hildesheim und deren Kreisstadt Reppen lagen im östlichen Teil der Mark Brandenburg, der Neumark. In Zeiten der Volksrepublik Polen wurde in Mierczany ein volkseigener landwirtschaftlicher Betrieb "PGR" (DDR: VEG Volkseigenes Gut) eingerichtet. In den Jahren 1975 bis 1998 gehörte die Ortschaft zur Woiwodschaft Zielona Góra (Grünberg).

## Baudenkmale
Im Register des nationalen Instituts für Kulturerbe (NID) ist folgendes Baudenkmal eingetragen:
- Filialkirche St.Joseph - Eine am Ende des 18. Jahrhunderts erbaute Fachwerkkirche.